# Hôtel de Bourvallais
El hôtel de Bourvallais u hôtel de la Grande-Chancellerie es una antigua mansión privada, ubicada en el oeste de la Plaza Vendôme, entre el hôtel de Simiane y el hôtel de Gramont, actual Ritz París, en el distrito I de París que alberga el Ministerio de Justicia.
Construido entre 1699 y 1702, por el arquitecto Robert de Cotte, para el marqués Joseph-Guillaume de La Vieuville, el hotel pasó al financiero Guyon de Bruslon, luego al fermier général Paul Poisson de Bourvallais.
En 1718, fue confiscado bajo el gobierno de Felipe II de Orleans, y se convierte, después de fusionarse con el edificio ubicado en el número 11, en la sede de la gran cancillería, posteriormente el Ministerio de Justicia

## Historia

### El hotel especial
Fue construido entre 1699 y 1702 en un terreno vendido por la ciudad de París a Joseph-Guillaume de La Vieuville. Fue adquirido en 1706 por el presidente de la Elección de París, Claude Guyhou de Bruslon. Su hija y única heredera lo aporta como dote al casarse con el fermier général, Paul Poisson de Bourvallais.

### Confiscación a cambio de malversación
Bajo la regencia de Felipe II de Orleans, los consejos de gobierno convocaron una cámara extraordinaria de justicia, para examinar las cuentas de los «contratistas», financieros que habían firmado contratos con la Real Hacienda o aceptado cargos venales al servicio del rey. 
Después de un estudio realizado por el Consejo de Finanzas, se descubrió una malversación significativa y se ordenaron numerosas multas y restituciones.
Paul Poisson de Bourvallais fue acusado de malversación de fondos y condenado a la restitución de grandes sumas. Tras un arreglo judicial, el hotel fue adquirido por la Hacienda Pública y el 5 de septiembre de 17, una sentencia del Consejo del Rey lo atribuyó a la cancillería de Francia.

### El Ministerio de Justicia
La Cancillería ocupaba el hotel desde 1719 y Cambacérès, durante su corta estancia en Ministerio de Justicia, residió allí entre julio y diciembre de 1799. Abandonó esta residencia cuando Napoleón Bonaparte dejó el Palacio de Luxemburgo por el Palacio de las Tullerías. Un incendio lo destruyó parcialmente en 1793.

## Protección
Está clasificado como monumento histórico desde el 22 de febrero de 1982 e inscripto el 7 de noviembre de 1991.

## Arquitectura

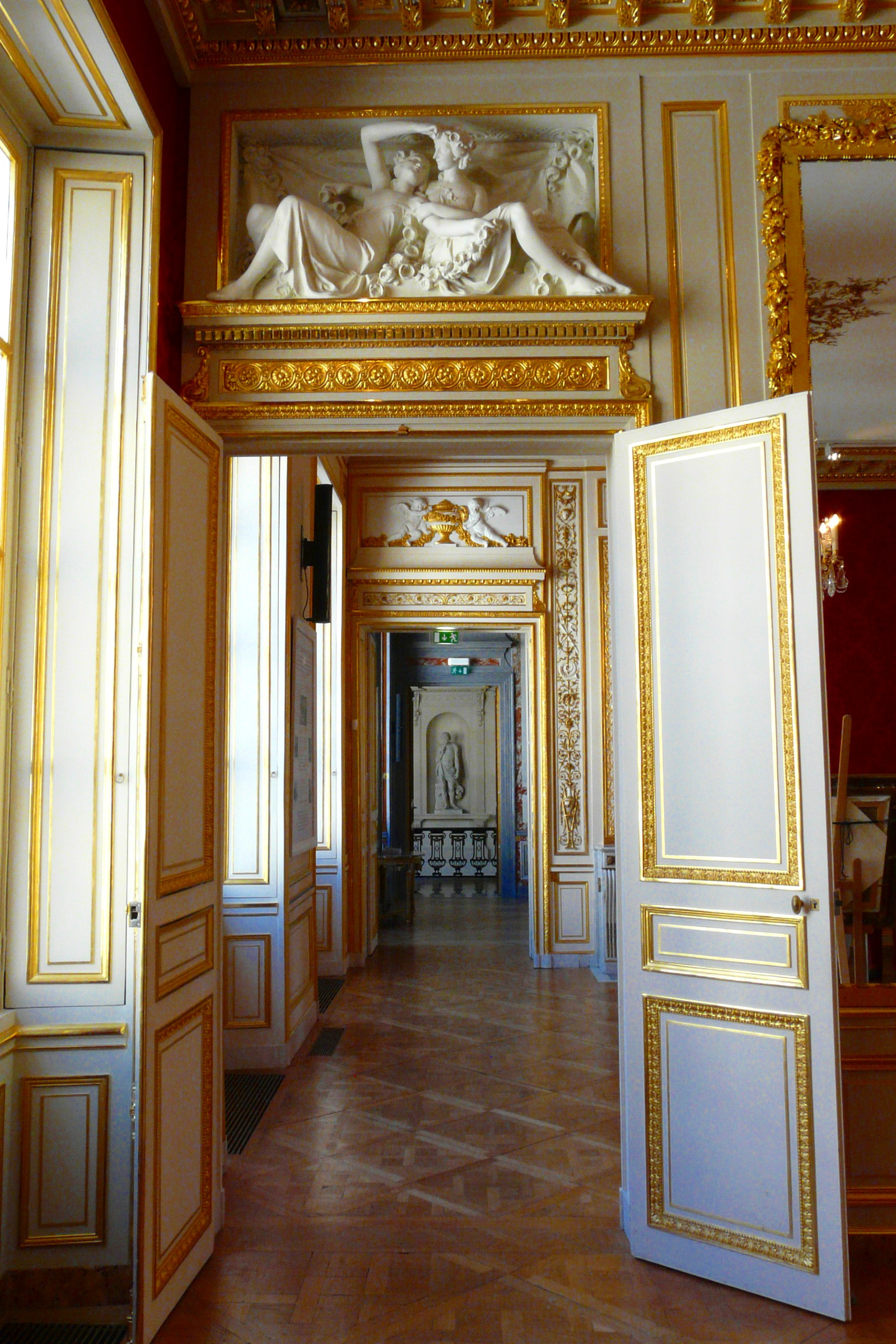
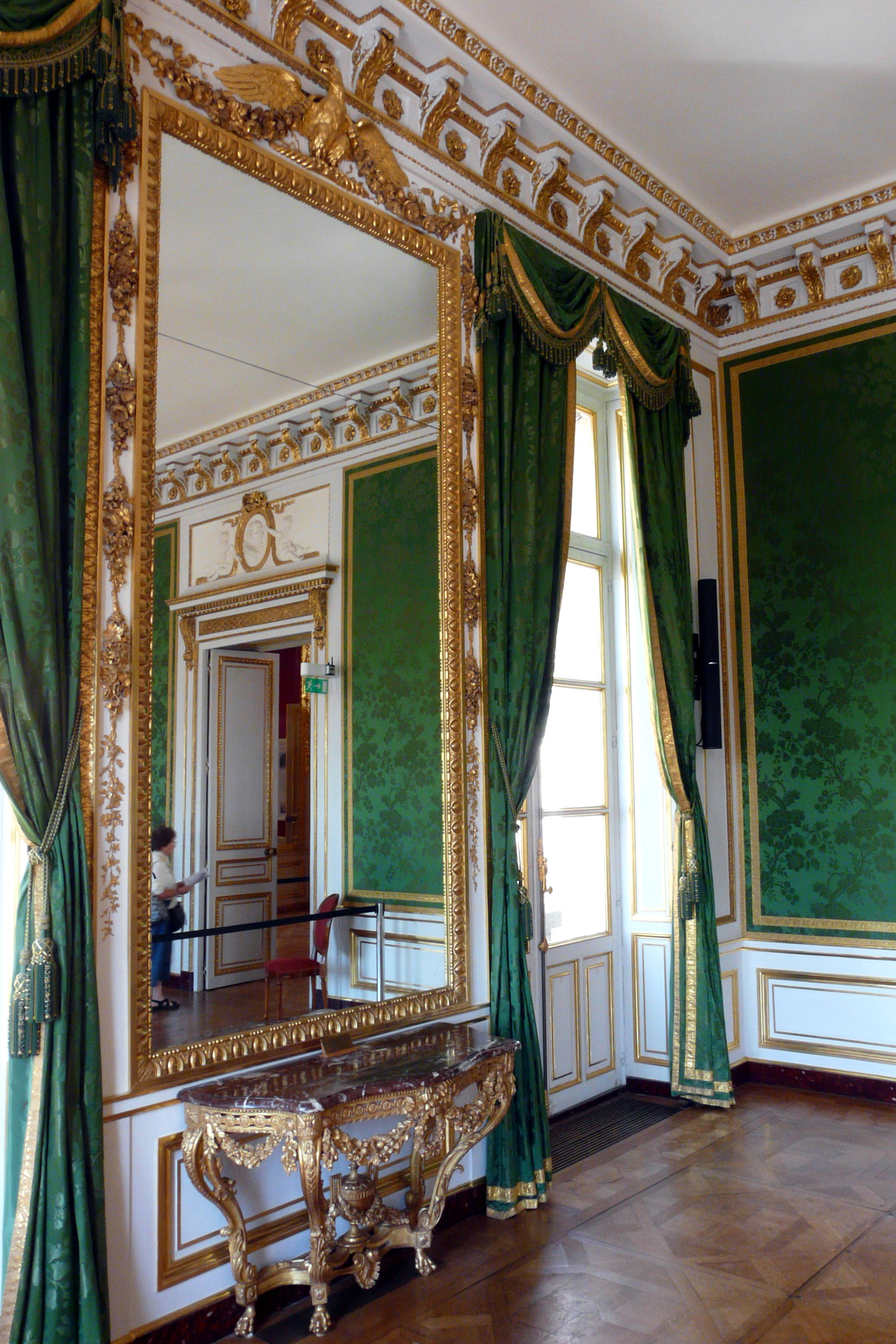
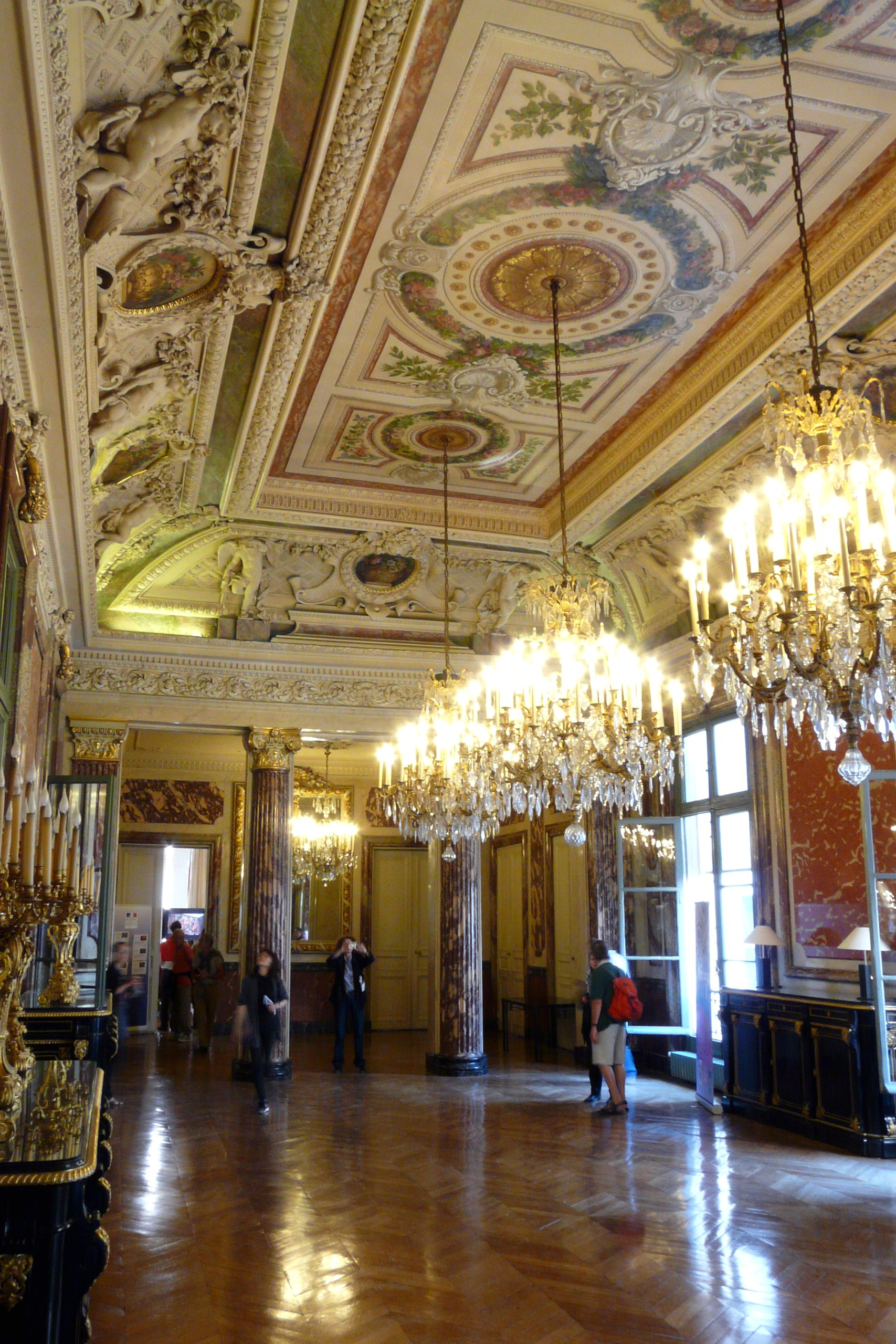
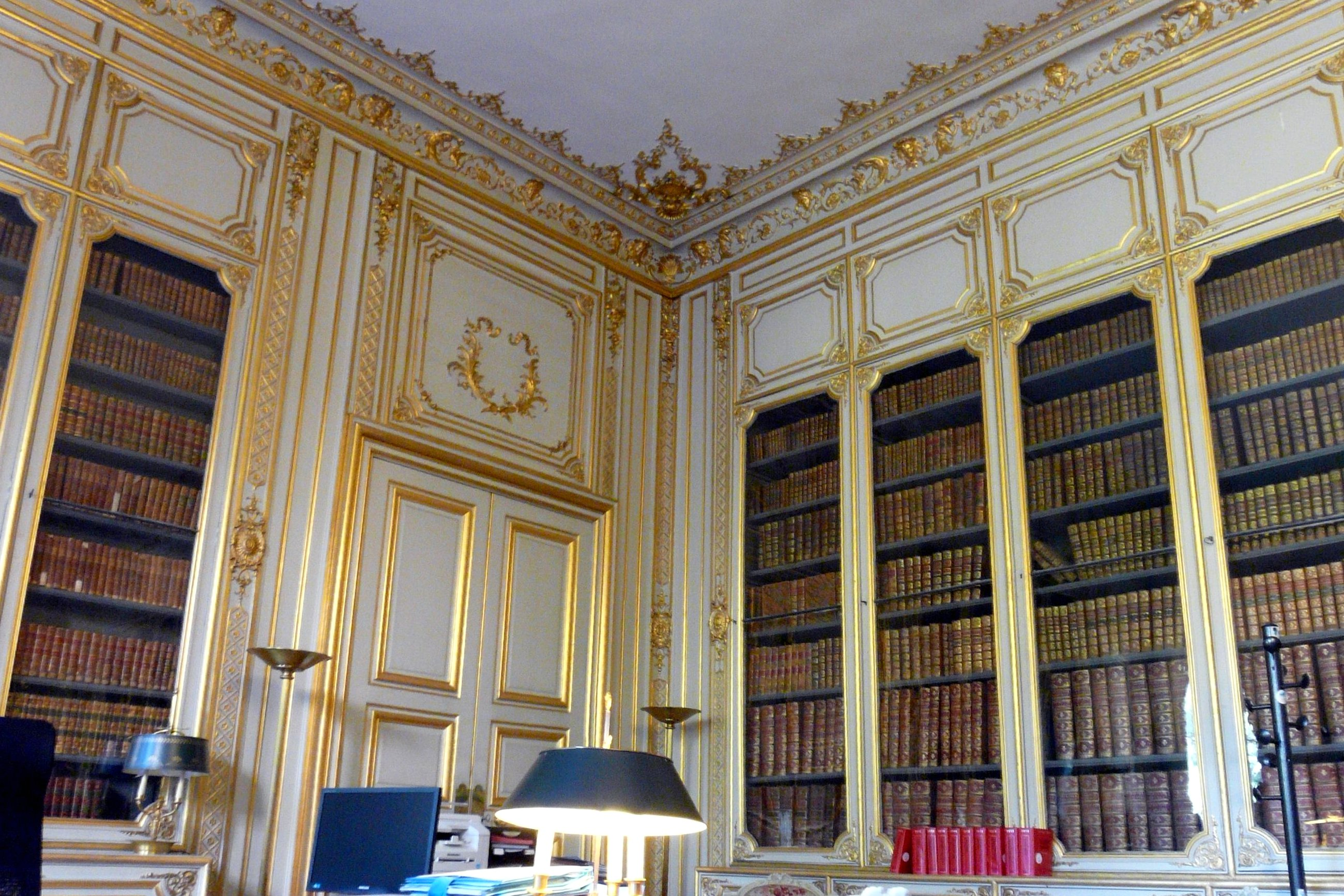
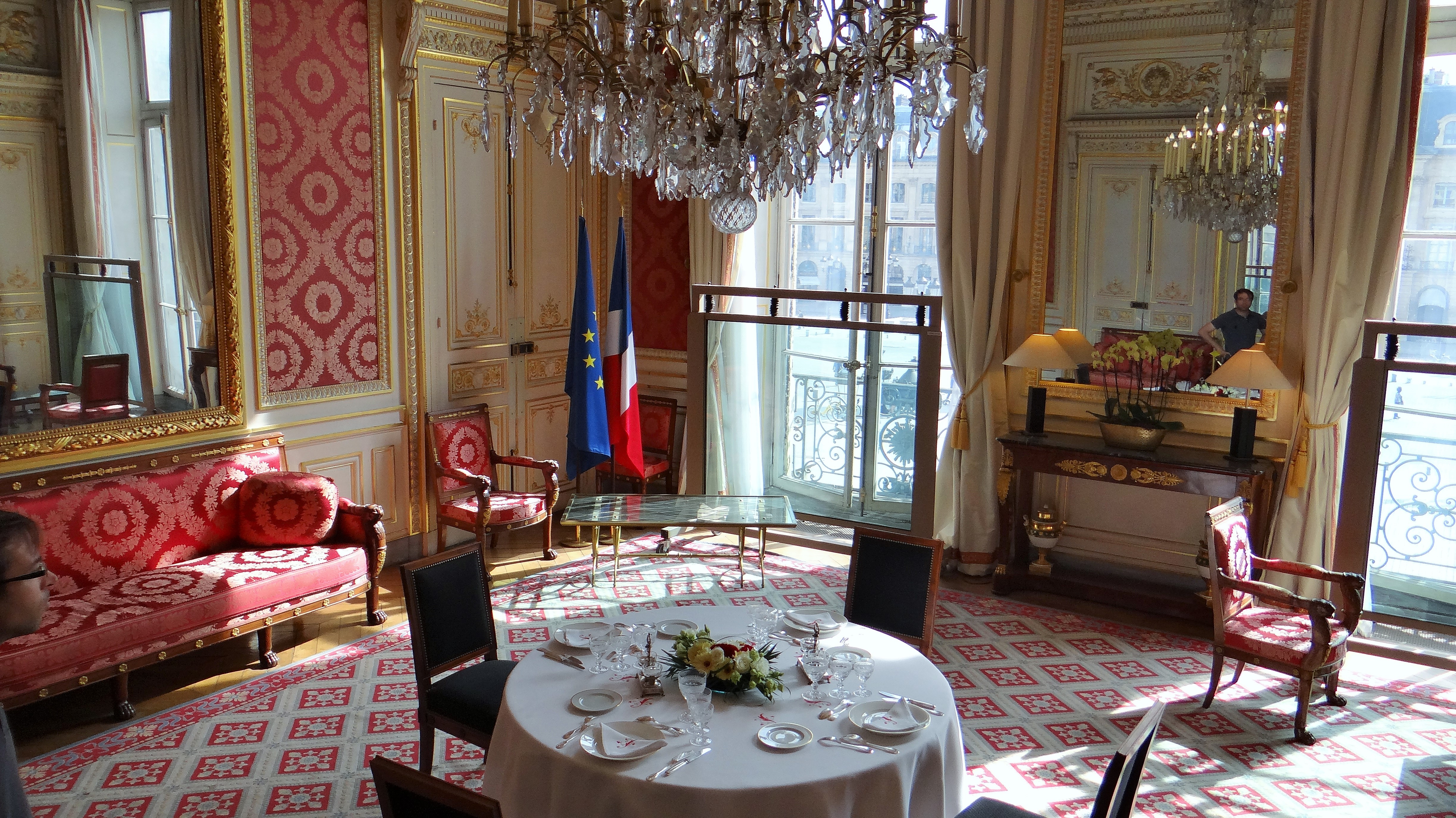

La oficina del ministro, originalmente la biblioteca real, es una de las pocas habitaciones que escaparon del incendio de 1793. Da a un largo jardín, bordeado por dos caminos de rosales y que termina en un estanque. En la sala están presentes los trabajos de titular del despacho de Cambacérès y la prensa de sellado (que se utiliza para estampar el sello de la Constitución).